# Franz Baake

Franz Baake (1975)

Franz Baake (* 31. Dezember 1931 in Chemnitz; † 23. März 2025) war ein deutscher Regisseur, Fotograf, Autor und Drehbuchautor, Psychologe und Lyriker.

## Leben
Seine Eltern starben im Zweiten Weltkrieg. Baake besuchte das humanistische Viktoria-Gymnasium in Potsdam und begann 1952 eine Ausbildung als Fotograf, die er zwei Jahre später als Geselle abschloss. Nach einer Tätigkeit als Pressereferent 1956 bei der United Artists war er von 1957 bis 1960 als Kameramann, Schnittmeister und Regisseur freiberuflich tätig. Der offizielle Beitrag der Bundesrepublik Deutschland Test for the West: Berlin erhielt 1962 bei den Filmfestspielen in Berlin den Silbernen Bären. 1964 begann er ein Psychologie-Studium an der TU Berlin, war aber immer noch als Regisseur tätig. So erhielt er 1966 und 1967 jeweils eine Bundesfilmprämie. In der Zeit erschien auch sein erster Lyrikband Lyrik, Essays mit Lithographien von Siegfried Kischko.
1977 wurde Baake als Psychologe in die Deutsche Gesellschaft für Verhaltenstherapie aufgenommen. Seinen Meister als Fotograf holte er 1982 nach. 2005 war er Initiator einer Ausstellung von Karikaturen „Hitlerkarikaturen als Kriegswaffe“ in Berlin.

## Auszeichnungen (Auswahl)
- 1962: Silberner Bär bei der Berlinale für Test for the West: Berlin (Sonderpreis für besonders wertvollen Kurzfilm)
- 1974: Oscar-Nominierung des Films Schlacht um Berlin
- 1992: Journalistenpreis des Astrologen-Verbandes

## Regiearbeiten (Auswahl)
- 1973: Schlacht um Berlin
- 1970/1971: Kaiser, Bürger und Genossen
- 1969: Ein Jahr
- 1962: Test for the West: Berlin,
- 1960: Ich habe einen Beruf
- 1959: Gebt dem Kind seine Welt!
- 1959: Grenzstein der Zeit.

Zum 1967 erschienenen Streifen Haus der Erotik, auch bekannt als Pension Clausewitz, verfasste Baake das Drehbuch.

## Bibliografie (Auswahl)
- Christusgedichte. Nolte, Berlin 1977, ISBN 3-921177-23-5.
- Engagierte Lyrik. Mine-Ecke Suchman, 1975
- Pia, Pio und ich – Die Geschichte eines allein erziehenden Vaters. Die Silberschnur, Melsbach/Neuwied 1988, ISBN 3-923781-20-2.
- Jesus Total – oder der rehabilitierte Christus. Die Wahrheit der Wunder des Evangeliums. Beweise der Wissenschaft. Lipsius & Tischer, Kiel 1992, ISBN 3-929162-00-8.
- Enkel fragt Großvater. Ein Dialog der Generationen. Aphaia, Berlin/München 2013, ISBN 978-3-926677-85-3.